# Fynbos

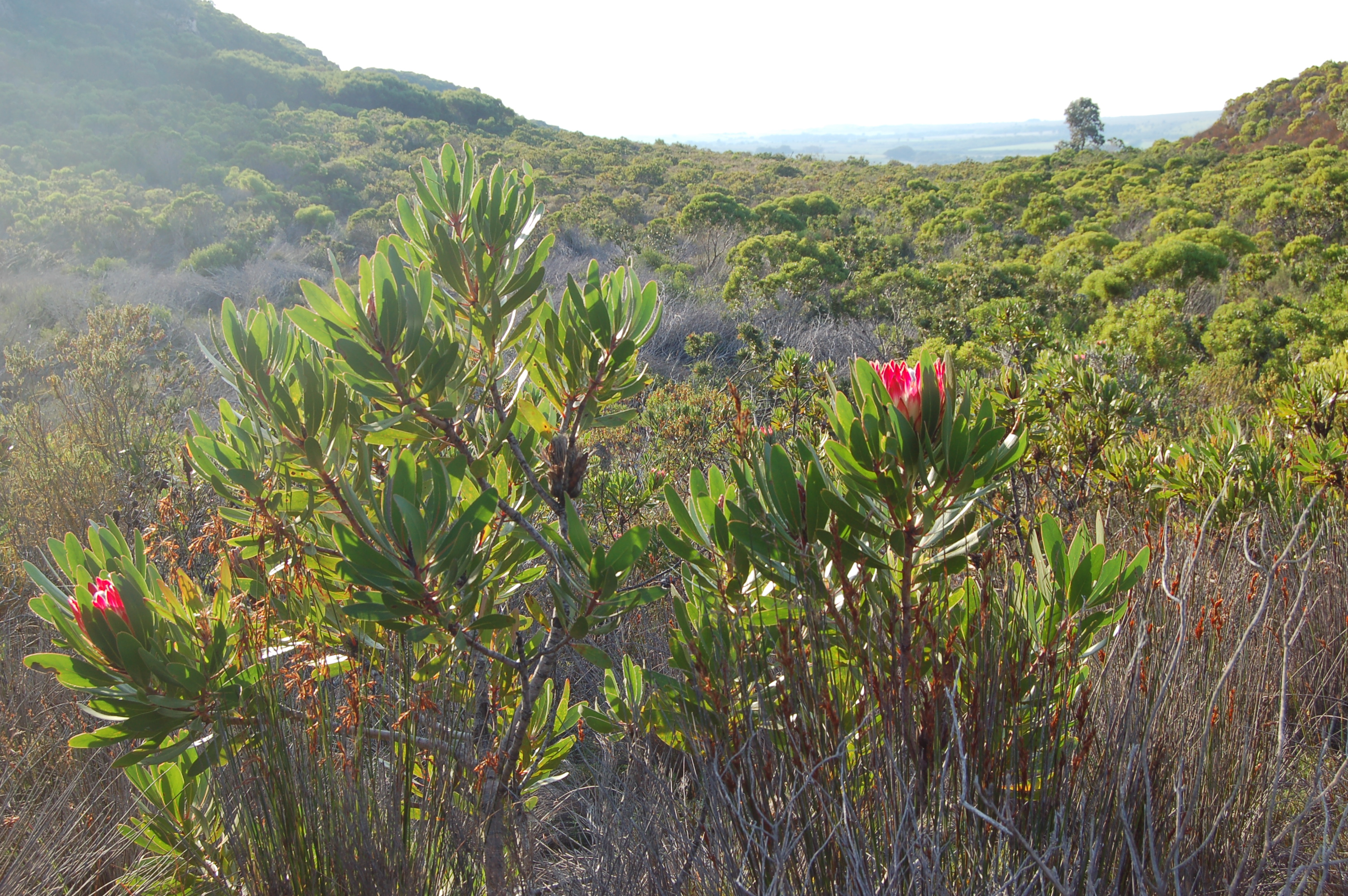
Aspect van het fynbos in de West-Kaap

Onder fynbos wordt de zeer soortenrijke vegetatie verstaan in de Kaapstreek in Zuid-Afrika. Het westen van dit gebied wordt door een mediterraan klimaat gekenmerkt. In het oosten zijn de neerslagen zonder duidelijk maximum over het jaar verdeeld. Gedurende hetere en drogere periodes komt het tot veldbranden die een belangrijke bijdrage aan het vegetatiebeeld geven: veel zaden ontkiemen slechts na de intense hitte van een veldbrand. De naam fynbos slaat op de voor bouwhout ongeschikte dunne stammen van de struiken. Opmerkelijk is dat de meeste talen de Afrikaanse benaming "fynbos" letterlijk over hebben genomen.
De vegetatie in het fynbos groeit in een 100 tot 200 km brede kuststrook tussen de steden Clanwilliam en Port Elizabeth en maakt deel uit van het Kaaps florarijk. Het Kaaps florarijk is van de zes florarijken op aarde de kleinste en rijkste (vergelijk Holarctis, het noordelijk halfrond...). Het fynbos bedekt ongeveer de halve oppervlak van het Kaaps florarijk en herbergt ongeveer 80% van de daar voorkomende plantensoorten. In aantallen betekent dit meer dan 7000 varen- en bloemplantensoorten (meer dan de helft daarvan endemisch) op een oppervlakte van 46.000 km² (ter vergelijking: in Nederland, landoppervlak 33.000 km², komen zo'n 1400 plantensoorten voor). De vegetatie in het fynbos in het deel van de Kaapstreek dat een subtropisch klimaat heeft is beduidend veelzijdiger dan in het oostelijk deel van de Kaapstreek.

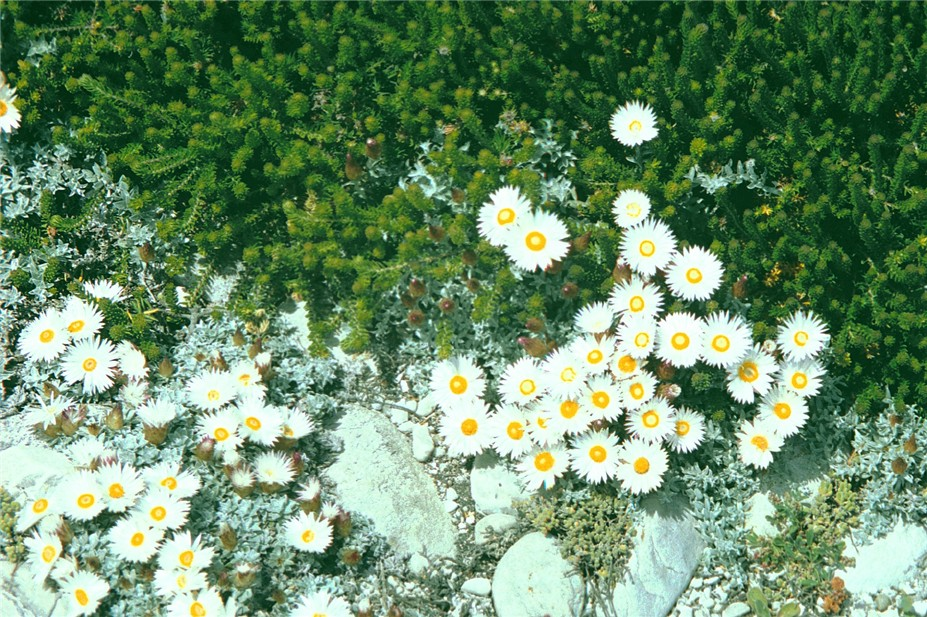

De flora van het fynbos is rijk aan met struiken begroeide hardbladige planten. Met veel soorten vertegenwoordigd is de familie Proteaceae. Eveneens in grote aantallen en met grote bedekking komt de heidefamilie (Ericaceae) met meer dan honderd soorten voor. De familie Restionaceae - slechts weinige soorten komen buiten het fynbos voor - tekent de nattere groeiplaatsen. Rond de 1400 bolgewassen - waarvan alleen al 96 soorten gladiolen en 54 Lachenalia-soorten - behoren tot de flora van het fynbos.
Van economische betekenis is rooibos, dat op grote schaal wordt verzameld en gecultiveerd in het gebied rondom de Cederberg. Als rooibosthee is deze plant een belangrijk exportproduct uit de kaapstreek. Ook honingbosthee (of bergthee) wordt uit planten uit het fynbos gewonnen; deze kan uit meerdere endemische Cyclopia-soorten worden gewonnen.
Veel soorten uit de flora in het fynbos worden in regio's met een subtropisch klimaat als sierplanten gebruikt (bijvoorbeeld talrijke aloë's, pelargoniums) of zijn in koelere regionen als kas- of kamerplant in gebruik. Vooral in de bloeitijd is het fynbos een populaire toeristische attractie voor buitenlandse toeristen en door het jaar heen een belangrijk recreatiegebied voor de grotere regio rond Kaapstad.
Grote delen van de vegetatie in het fynbos zijn door de uitbreiding van de agglomeratie rond Kaapstad, een zich uitbreidende landbouw en de uitbreiding van uitheemse plantensoorten reeds geruïneerd. Talrijke planten uit het fynbos zijn reeds uitgestorven, en meer dan duizend soorten gelden als tot uitsterven bedreigd. Er worden inspanningen gedaan om door reservaten representatieve delen van de vegetatie te behouden (bijvoorbeeld in het nationaal park Tsitsikamma). De voortdurende afbraak van leefruimten onderstreept echter dat hier nog meer moet worden gedaan.

## Ecoregio's
Het WWF verdeelt het fynbos onder in twee ecoregio's: laaglandfynbos en -renosterveld en hooglandfynbos en -renosterveld. Het verschil in vegetatie is goeddeels te danken aan hoogteverschillen. Samen met een derde ecoregio, het Albany-struweel vormen zij de floraregio van de Kaap, de zesde en kleinste floraregio van de wereld.